# Aleksandr Šaškov
Aleksandr Aleksandrovič Šaškov (in russo Александр Александрович Шашков?; Ekaterinburg, 26 febbraio 2000) è un cestista russo.

## Palmarès
- VTB United League: 1

CSKA Mosca: 2020-21
- Supercoppa slovena: 1

Cedevita Olimpija: 2023